# Храстинце
Храстинце (слч. Chrastince) насељено је мјесто са административним статусом сеоске општине (слч. obec) у округу Вељки Кртиш, у Банскобистричком крају, Словачка Република.

## Становништво
| Година:    | 1994. | 2004.   | 2014.   | 2024.    |
| ---------- | ----- | ------- | ------- | -------- |
| Број људи: | 233   | 241     | 243     | 201      |
| Разлика:   |       | +3,43 % | +0,82 % | -17,28 % |

| Година:    | 2023. | 2024.  |
| ---------- | ----- | ------ |
| Број људи: | 200   | 201    |
| Разлика:   |       | +0,5 % |

Према подацима о броју становника из 2011. године насеље је имало 239 становника.